# Saison 3 de Riverdale
Chronologie
Saison 2 Saison 4
Cet article présente le guide des épisodes de la troisième saison de la série télévisée américaine Riverdale.

## Généralités

### Diffusion
- Aux États-Unis, elle a été diffusée entre le 10 octobre 2018 et le 15 mai 2019 sur le réseau The CW.
- Au Canada et dans tous les pays francophones, elle a été diffusée entre le 11 octobre 2018 et le 16 mai 2019 sur Netflix en VOSTFR et le 23 mai 2020 en France sur Netflix en VF.
- Au Québec, elle a été diffusée à partir du 24 janvier 2019 sur VRAK.

### Audiences
- La saison a réuni une moyenne de 1,05 million de téléspectateurs[1].
- La meilleure audience de la saison a été réalisée par le premier épisode, Chapitre trente-six : Dernier jour de vacances, avec 1,50 million de téléspectateurs[1].
- La pire audience de la saison a été réalisée par le vingtième épisode, Chapitre cinquante-cinq : Le bal de fin d'année, avec 702 000 téléspectateurs[1].

## Synopsis
Tout en essayant de sortir Archie de prison avec l'aide de leurs amis, Veronica et Reggie vont se retrouver en pleine guerre financière face à Hiram et d'autres trafiquants, Betty, elle, tentera de sortir plusieurs de ses proches d'une secte nommée "La Ferme". Jughead, quant à lui, récemment élu roi des serpents devra faire face à d'autres gangs bien plus coriaces que le sien. Tout cela en enquêtant sur différents meurtres ayant un lien avec le jeu "Griffons et Gargouilles".

## Distribution

### Acteurs principaux
- K.J. Apa (VF : Gauthier Battoue) : Archibald « Archie » Andrews / Fred Andrews (adolescent, épisode 4)
- Lili Reinhart (VF : Ludivine Maffren) : Elizabeth « Betty » Cooper / Alice Cooper (adolescente, épisode 4)
- Camila Mendes (VF : Youna Noiret) : Veronica Lodge / Hermione Lodge (adolescente, épisode 4)
- Cole Sprouse (VF : Clément Moreau) : Forsythe P. « Jughead » Jones / FP Jones (adolescent, épisode 4)
- Marisol Nichols (VF : Nathalie Karsenti) : Hermione Lodge
- Madelaine Petsch (VF : Diane Dassigny) : Cheryl Blossom / Penelope Blossom (adolescente, épisode 4)
- Ashleigh Murray (VF : Audrey Sablé) : Joséphine « Josie » McCoy (épisodes 1 à 19) / Sierra McCoy (adolescente, épisode 4)
- Mark Consuelos (VF : Laurent Maurel / Boris Rehlinger (voix de remplacement dans l’épisode 21) : Hiram Lodge
- Casey Cott (VF : Julien Bouanich) : Kevin Keller / Tom Keller (adolescent, épisode 4)
- Charles Melton (VF : François Santucci) : Reginald « Reggie » Mantle[2] / Ricky Mantle (adolescent, épisode 4)
- Vanessa Morgan (VF : Alexia Papineschi) : Antoinette « Toni » Topaz[2]
- Skeet Ulrich (VF : Damien Boisseau) : Forsythe Pendleton « FP » Jones II
- Mädchen Amick (VF : Anne Rondeleux) : Alice Cooper
- Luke Perry (VF : Lionel Tua) : Frederick « Fred » Andrews (épisodes 1 à 19)

### Acteurs récurrents
- Nathalie Boltt (VF : Danièle Douet) : Penelope Blossom
- Tiera Skovbye (VF : Marie Diot) : Polly Cooper
- Martin Cummins (VF : David Krüger) : shérif Tom Keller
- Shannon Purser (VF : Flora Kaprielian) : Ethel Muggs
- Cody Kearsley (VF : Nicolas Hardy) : Marmaduke « Moose » Mason
- Robin Givens (VF : Armelle Gallaud) : Sierra McCoy
- Rob Raco (VF : Juan Llorca) : Joaquin DeSantos
- Peter James Bryant (en) (VF : Frantz Confiac) : Waldo Weatherbee
- Lochlyn Munro (VF : François Delaive) : Hal Cooper
- Alvin Sanders (VF : Jean-Luc Atlan) : Pop Tate
- Molly Ringwald (VF : Juliette Degenne) : Mary Andrews
- Brit Morgan (VF : Marie Bouvier) : Penny Peabody
- Jordan Connor (VF : Alexis Gilot) : « Sweet Pea »
- Drew Ray Tanner (VF : Tommy Lefort) : Fangs Fogarty
- Henderson Wade (VF : Mike Fédée) : shérif Michael Minetta
- Beverley Breuer (en) (VF : Marie-Laure Beneston) : sœur Woodhouse
- Julian Haig (VF : Rémi Caillebot) : Elio Grande
- Zoé De Grand Maison (VF : Léopoldine Serre) : Evelyn Evernever
- Eli Goree (VF : Jean-Michel Vaubien) : « Mad Dog » Moore (épisodes 1 à 6, 17 à 22)
- William MacDonald (VF : Achille Orsoni) : Warden Norton (épisodes 1 à 5, 9)
- Link Baker (VF : Fabien Jacquelin) : Capitaine Golightly
- Nikolai Witschl (VF : Gwendal Anglade) : Dr. Curdle Jr.
- Gina Gershon (VF : Déborah Perret) : Gladys Jones[3] (épisodes 8 à 19)
- Trinity Likins (VF : Clara Quilichini) : Jellybean « JB » Jones[3] (à partir de l'épisode 8)
- Bernadette Beck (VF : Déborah Claude) : « Peaches 'n Cream »
- Jonathan Whitesell (VF : Jim Redler) : Kurtz
- Nico Bustamante (VF : Kaycie Chase) : Ricky DeSantos (à partir de l'épisode 14)
- Chad Michael Murray (VF : Yoann Sover) : Edgar Evernever[4] (à partir de l'épisode 16)

### Invités
- Penelope Ann Miller (VF : Monique Nevers) : Mme Wright[5] (épisode 1)
- Major Curda (VF : Gabriel Bismuth-Bienaimé) : Dilton Doiley (épisode 1) / Daryl Doiley (épisode 4)
- Michael Consuelos (VF : Simon Koukissa) : Hiram Lodge, adolescent[6] (épisode 4)
- Trevor Stines : Clifford Blossom (adolescent) (épisode 4)
- Anthony Michael Hall (VF:Jean-François Aupied) : Principal Featherhead[7] (épisode 4)
- Riley Keough (VF : Élisabeth Ventura) : Laurie Lake[8] (épisode 7)
- Barclay Hope (VF : Serge Biavan) : Claudius Blossom (épisodes 7, 10 et 11)
- Scott McNeil (VF : Michel Vigné) : Gerard « Tall Boy » Petit (épisodes 10 et 11)
- Kelly Ripa : Mme Mulwray[9] (épisode 11)
- Hart Denton (VF : Donald Reignoux) : Charles « Chic » Smith-Cooper (épisode 22)

## Épisodes

### Épisode 1:Chapitre trente-six: Dernier jour de vacances
- États-Unis : 10 octobre 2018 sur The CW
- reste du  : 11 octobre 2018 sur Netflix
- Québec : 24 janvier 2019 sur VRAK

Betty fait référence au film Stand by me réalisé par Rob Reiner, sortie en 1986.

### Épisode 2:Chapitre trente-sept: De la fortune et des hommes
- États-Unis : 17 octobre 2018 sur The CW
- reste du  : 18 octobre 2018 sur Netflix
- Québec : 31 janvier 2019 sur VRAK

### Épisode 3:Chapitre trente-huit: Aussi joli en sous-sol
- États-Unis : 24 octobre 2018 sur The CW
- reste du  : 25 octobre 2018 sur Netflix
- Québec : 7 février 2019 sur VRAK

### Épisode 4:Chapitre trente-neuf: LeMidnight Club
- États-Unis : 7 novembre 2018 sur The CW
- reste du  : 8 novembre 2018 sur Netflix
- Québec : 14 février 2019 sur VRAK

Anthony Michael Hall (M. Featherhead), Michael Consuelos (Hiram Lodge, jeune)

### Épisode 5:Chapitre quarante: La Grande Évasion
- États-Unis : 14 novembre 2018 sur The CW
- reste du  : 15 novembre 2018 sur Netflix
- Québec : 21 février 2019 sur VRAK

### Épisode 6:Chapitre quarante-et-un: Chasse à l'homme
- États-Unis : 28 novembre 2018 sur The CW
- reste du  : 29 novembre 2018 sur Netflix
- Québec : 28 février 2019 sur VRAK

Après avoir surpris le Roi des Gargouilles, Jughead décide de le suivre et le retrouve avec certains de ses disciples, tous masqué. Persuadé qu'il s'agit du directeur de la prison, il rejoint Betty dans le bunker, ignorant alors que Warden Norton vient de se suicider. Archie leur indique que Joaquin pourrait détenir certaines réponses, mais celui-ci étant en fuite, Jughead lance Fangs et Sweet Pea à sa recherche. Le lendemain, alors que le shérif Minetta interroge les élèves du lycée sur Archie, Josie a des convulsions. Plus déterminée que jamais, Betty continue d'enquêter sur le jeu G&G et réussi à réunir les membres du Midnight Club. Penelope finit par dire que c'est le père de Dilton, Daryl Doiley, qui avait mis du cyanure dans les calices, mais que ces derniers étaient destinés à elle et lui et non au principal Featherhead. Mais Daryl s'étant, semble-t-il, suicidé par la suite, il ne peut pas être le Roi. Mais, après avoir appris à FP que son fils jouait toujours à G&G, celui-ci quitte la réunion pour rentrer chez lui et décide d'attacher Jughead au frigo pour l'empêcher de jouer, alors que Fangs et Sweet Pea venait de le prévenir qu'ils avaient localisé Joaquin. Alors que Kevin s'occupait d'Archie, il découvre que la blessure de celui-ci s'est infectée. Ils décident d'aller voir le médecin légiste qui le soigne, mais Archie décide de ne pas rentrer au Bunker et veut aller aux mines de Shadow Lake pour retrouver les témoins du meurtre de Cassidy, ignorant que Hiram a demandé au shérif de s'occuper d'eux. Pendant ce temps, Veronica découvre que la vidéo de l'un de ces témoins, filmé lors de son interrogatoire par le Shérif Minetta, a été trafiquée. Elle décide de se rendre au bureau de sa mère et trouve la partie manquante de la vidéo, qui montre que le shérif a payé le témoin pour qu'il dise avoir vu Archie tuer Cassidy. Elle réussit à l'envoyer par mail à l'avocat d'Archie, mais elle se fait surprendre et arrêter, et son père la laisse en cellule.
Après avoir été délivré par Betty, qui décide d'enquêter sur la mort de Daryl Doiley, Jughead rejoint Fangs et Sweet Pea qui ont attrapé Joaquin. Il finit par avouer qu'Archie va nécessairement mourir un jour car il a été marqué comme sacrifice, mais que Norton n'était qu'un pion et qu'il obéissait à des instructions que quelqu'un lui donnait sous forme de quête du jeu G&G. Il refuse néanmoins de dire qui est le Roi, mais Jughead soupçonne Hiram et décide d'aller le confronter à ce sujet. Betty, quant à elle, retrouve l'autopsie de Daryl Doiley, qui révèle que ce dernier n'est pas mort asphyxié par du monoxyde de carbone, mais empoisonné par du laurier-rose. Selon le médecin légiste, il s'agit d'un meurtre maquillé en suicide. Elle décide alors d'interroger à nouveau Tom Keller, qui l'oriente vers Penelope, qui à son tour la renvoie vers sa mère, Alice.
Après avoir parlé avec Hiram et retrouvé le corps de Joaquin dans le parc à caravane, les lèvres bleues et avec le signe du sacrifice marqué sur son front, Jughead commence à paniquer en réalisant que son enquête pourrait entraîner de nouvelles morts. Archie et Kevin, ignorant que leurs pères sont sur leur trace depuis que Veronica a prévenu Fred de ce qu'ils voulaient faire, retrouvent ceux qui avaient témoigné contre Archie dans les mines de Shadow Lake, dont les murs sont recouverts de motifs liés à G&G. Mais, malheureusement, ils arrivent après le shérif Minetta, qui leur a tiré dessus. Un seul est encore en vie, grièvement blessé. Ils le ramènent à l'hôpital et Archie réalise que Hiram se moque des victimes collatérales tant qu'il obtient ce qu'il veut. Il décide d'écrire une lettre à son père et la confie à Kevin avant de quitter l'hôpital.

### Épisode 7:Chapitre quarante-deux: L'homme en noir
- États-Unis : 5 décembre 2018 sur The CW
- reste du  : 6 décembre 2018 sur Netflix
- Québec : 7 mars 2019 sur VRAK

### Épisode 8:Chapitre quarante-trois: L'Épidémie
- États-Unis : 12 décembre 2018 sur The CW
- reste du  : 13 décembre 2018 sur Netflix
- Québec : 14 mars 2019 sur VRAK

### Épisode 9:Chapitre quarante-quatre: Sans issue
- États-Unis : 16 janvier 2019 sur The CW[18]
- reste du  : 17 janvier 2019 sur Netflix
- Québec : 21 mars 2019 sur VRAK

### Épisode 10:Chapitre quarante-cinq: L'Inconnu
- États-Unis : 23 janvier 2019 sur The CW
- reste du  : 24 janvier 2019 sur Netflix

### Épisode 11:Chapitre quarante-six: Le Dahlia rouge
- États-Unis : 30 janvier 2019 sur The CW
- reste du  : 31 janvier 2019 sur Netflix

### Épisode 12:Chapitre quarante-sept: Bizarroville
- États-Unis : 6 février 2019 sur The CW
- reste du  : 7 février 2019 sur Netflix

### Épisode 13:Chapitre quarante-huit: Requiem pour un poids welter
- États-Unis : 27 février 2019 sur The CW
- reste du  : 28 février 2019 sur Netflix

### Épisode 14:Chapitre quarante-neuf: Jouer avec le feu
- États-Unis : 6 mars 2019 sur The CW
- reste du  : 7 mars 2019 sur Netflix

Jughead trouve une solution pour que les Serpents et les Gargouilles s'entendent et restent dans le droit chemin.
Véronica engage les Belles Empoisonneuses pour reprendre les reines de "La Bonne Nuit".
Archie se rend compte qu'il doit prendre au sérieux sa marque de sacrifice.

### Épisode 15:Chapitre cinquante: Rêves américains
- États-Unis : 13 mars 2019 sur The CW
- reste du  : 14 mars 2019 sur Netflix

Betty et Alice découvrent qui sont les nouveaux propriétaires de leur maison, Alice réalise ainsi que FP est retourné avec son ex-femme.
Reggie a des ambitions au sein de "La Bonne Nuit", mais Veronica refuse, et les agissements de Reggie lui attire de nouveaux ennuis avec Gladys.
Les Jones organisent une fête pour les 50 ans de FP, et les Serpents commencent leur formation pour travailler avec le shérif.
Archie recherche qui sont les autres détenteurs des cartes de quête "Tuer le paladin rouge" distribuées par Hiram, il met en place une stratégie en changeant les règles avec l'aide de Betty, Jughead et Hiram.

### Épisode 16:Chapitre cinquante-et-un: L'Éclate
- États-Unis : 20 mars 2019 sur The CW
- reste du  : 21 mars 2019 sur Netflix

### Épisode 17:Chapitre cinquante-deux: La Descente
- États-Unis : 27 mars 2019 sur The CW
- reste du  : 28 mars 2019 sur Netflix

### Épisode 18:Chapitre cinquante-trois: Le sucre magique
- États-Unis : 17 avril 2019 sur The CW
- reste du  : 18 avril 2019 sur Netflix

### Épisode 19:Chapitre cinquante-quatre: Gare au criminel
- États-Unis : 24 avril 2019 sur The CW
- reste du  : 25 avril 2019 sur Netflix

### Épisode 20:Chapitre cinquante-cinq: Le bal de fin d'année
- États-Unis : 1er mai 2019 sur The CW
- reste du  : 2 mai 2019 sur Netflix

### Épisode 21:Chapitre cinquante-six: Un sombre secret
- États-Unis : 8 mai 2019 sur The CW
- reste du  : 9 mai 2019 sur Netflix

### Épisode 22:Chapitre cinquante-sept: Survivre à cette nuit
- États-Unis : 15 mai 2019 sur The CW
- reste du  : 16 mai 2019 sur Netflix